# 米尔根杰
米尔根杰（羅馬化：Mirganj）是印度比哈尔邦戈巴尔根杰县的一个城镇。总人口23579（2001年）。

## 人口
该地2001年总人口23579人，其中男性12247人，女性11332人；0—6岁人口4139人，其中男2094人，女2045人；识字率52.12%，其中男性为60.90%，女性为42.63%。